# Mutimir av Serbien
Mutimir av Serbien, död 891, var en serbisk monark. Han var furste av Serbien från 850 till 891.